# Кайдаш Олександр Вікторович
Олександр Вікторович Кайдаш (нар. 30 травня 1976) — український легкоатлет, який спеціалізувався у спринті, учасник Олімпійських ігор (2000), чемпіон Європи (2002), багаторазовий чемпіон України, рекордсмен України. Майстер спорту України міжнародного класу (2002), заслужений майстер спорту України (2007). Закінчив Національний технічний університет «Харківський політехнічний інститут» (2001).
Після 2010 працював у Харківському обласному відділенні Національного олімпійського комітету України.
Дружина — Оксана Кайдаш, спринтерка.

## Рекорди
11 серпня 2002 на Чемпіонаті Європи в Мюнхені разом з Костянтином Рураком, Костянтином Васюковим та Анатолієм Довгалем у складі збірної України повторив досі чинний рекорд України в естафетному бігу 4×100 метрів (38,53), встановлений у 1996.
Тричі за кар'єру був співавтором нових рекордів України з естафетного бігу 4×400 метрів:
- 3.04,63 — 6 червня 1999 на змаганнях «Finland European Cup» у Лахті разом з Євгеном Зюковим, Андрієм Твердоступом та Романом Галкіним;
- 3.02,68 — 29 вересня 2000 на Олімпійських іграх у Сіднеї разом з Євгеном Зюковим, Геннадієм Горбенком та Романом Вороньком;
- 3.02,35 — 11 серпня 2001 на Чемпіонаті світу в Едмонтоні разом з Євгеном Зюковим, Андрієм Твердоступом та Володимиром Рибалкою.

## Допінг
У 2004 був дискваліфікований за порушення антидопінгових правил, внаслідок чого не зміг взяти участь у Олімпійських іграх в Афінах.

## Основні міжнародні виступи
| Рік  | Змагання         | Місто    | Місце | Дисципліна | Примітки |
| ---- | ---------------- | -------- | ----- | ---------- | -------- |
| 2000 | Олімпійські ігри | Сідней   | 7заб7 | 400 м      |          |
| 2000 | 2пф5             | 4×400 м  |       |            |          |
| 2001 | Чемпіонат світу  | Едмонтон | 3заб4 | 4×400 м    |          |
| 2001 | Універсіада      | Пекін    | ф5    | 400 м      | [ 2 ]    |
| 2001 | 2                | 4×400 м  | [ 2 ] |            |          |
| 2002 | Чемпіонат Європи | Мюнхен   | 1     | 4×100 м    |          |
| 2002 | Кубок світу      | Мадрид   | ф4    | 4×100 м    |          |
| 2002 | ф                | 4×400 м  | DQ    |            |          |
| 2003 | Чемпіонат світу  | Париж    | 2заб  | 4×400 м    | DQ       |